# 태양광 페인트
태양광 페인트 기술은 다양한 종류의 CQD(colloidal quantum dots)를 페이스트 상태로 합성하여 만든 일종의 ‘전자 잉크’로, 다양한 소재나 구조물에 그대로 적용하여 에너지 발전을 할 수 있다.(페이스트는 여러 의미로 사용될 수 있는데, 여기서는 매우 잘 갈려서 페인트와 같이 걸쭉한 상태를 지닌 물질을 말한다.) 표면에 도포된 CQD의 크기를 잘 조절할 경우 다양한 파장대의 전자기파를 흡수해 전력을 생산할 수 있다. 때문에 설치공간에 대한 제약이 없고 생산조건도 까다롭지 않은 것이 특징이다.

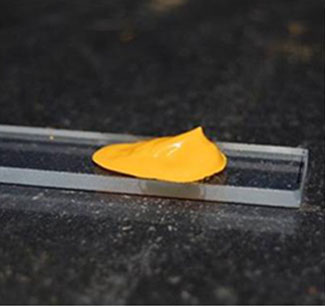
University of Toronto and King Abdullah University of Science and Technology (KAUST)에서 개발한 태양광 페인트.

## 태양광 페인트 기술의 발전현황
태양광 페인트 기술은 2011년 노트르담 대학교 Prashant Kamat 교수가 이끄는 연구진이 1%의 발전효율을 가지는 태양광 페인트 ‘Sun-believable’을 개발함에 따라 그 연구가 활성화되었다. 연구진은 이산화티타늄과 황화카드뮴을 섞어 반도체 나노입자를 만든 후, 이를 물과 알코올수용액에 첨가해 페이스트를 만드는 방식으로 기술을 개발해냈다. 미국 Patexia사의 연구결과에 따르면 Kamat 교수 연구팀이 개발한 태양광 페인트를 사용할 경우 400 피트제곱 면적의 지붕에 100달러만으로 설치가 가능하다고 한다.(2011년 기준) 기존의 태양광 패널 생산 및 설치 가격에 비해 매우 저렴한 가격이었다.
이후 많은 연구가 이뤄짐에 따라 태양광 페인트의 발전효율은 점점 증대되었다. 2년 후인 2013년, KAUST와 Canada Toronto 대학의 공동 연구진은 황화납(PbS) 양자점 콜로이달을 개발하고 이를 집광장치에 적용하는데 성공했다. 양자점의 크기를 조절하여 넓은 영역대의 파장을 흡수할 수 있게 됨에 따라 효율을 7%까지 증대시킬 수 있었다. 또한 공동 연구진은 개발한 황화납(PbS) 양자점 콜로이달을 layer-to-layer spin coating 방식이 아닌 single layer drop casting 방식으로 개발함에 따라 더 가볍고 유연하게 만들어낼 수 있었다. layer-to-layer spin coating은 페인트 도포와 건조 단계를 여러 번 거침으로써 양자점을 둘러싸고 있는 긴 절연성의 유기리간드를 짧은 리간드로 자연스레 바꿔주는 과정으로, 마지막에 여러 층을 가지게 되는 방식이고, single layer drop casting은 도포 전 양자점을 둘러싸고 있는 긴 절연성의 유기리간드를 미리 짧은 유기리간드로 바꿔주는 과정 거침으로써 단 한 층을 갖게 되는 방식이다. 공동연구진은 이 과정에서 2.1%의 발전효율이 증대되는 것을 관찰할 수 있었다고 한다.
이처럼 태양광 페인트 기술은 빠른 속도로 발전하고 있다. 태양광 페인트에 대해 연구를 진행하는 대학이 전 세계적으로 많지 않다는 점을 고려하면, 2년 동안 무려 6%의 발전효율이 증대된 것은 이 기술의 잠재력을 증명하는 현상인 것이다. 현재는 낮은 발전효율을 보이고 있지만, 나노크기의 반도체를 주재료로 사용한다는 특성을 이용하면 이 문제는 충분히 해결할 수 있다.

### 태양광 페인트에 사용되는 재료
주로 태양전지에 사용되는 원자들을 퀀텀닷 상태로 제조하여 사용한다.
예로 금속 칼코겐화물 계열(metal chalcogenide complexes, MCCs)의 나노 결정(CdE, PbE, BiTe, E = S, Se, Te)들이 있다.